# Black Tide
Black Tide war eine amerikanische Heavy-Metal-Band aus Miami, Florida. Die Band wurde 2004 gegründet und setzte sich aus Gabriel Garcia (Gesang, Gitarre), Austin Diaz (Gitarre), Zachary Sandler (Bass) und Steven Spence (Schlagzeug) zusammen. Black Tide tourten am Ozzfest zusammen mit Avenged Sevenfold und All That Remains. Die Band veröffentlichte ihr Debütalbum Light from Above in Amerika am 18. März 2008. In Deutschland wurde vorerst nur die EP unter dem Titel Exclusive Deutschland EP veröffentlicht. Am 22. Juli 2016 verkündete Gabriel Garcia das Aus von Black Tide über Instagram.

## Geschichte
Black Tide wurde 2004 in Miami, Florida von dem damals erst 10 Jahre alten Gabriel Garcia und seinem drei Jahre älteren Freund gegründet. Um die Band zu komplettieren, fragte man zwei weitere Freunde; der 14-Jährige Zachary Sandler übernahm den Bass und Steven Spence, der bei der Gründung 15 Jahre alt war, das Schlagzeug. Zuerst probte die Band unter dem schlichten Bandnamen „Radio“. Dieser wurde allerdings nach einiger Zeit in „Black Tide“ geändert, um zu verdeutlichen, dass die Bandmitglieder älter geworden waren. Die Band spielte einige kleine Konzerte und nahm an mehreren Talentshows teil. Im Jahre 2005 bekam die Band einen Plattenvertrag über 1 Jahr bei Atlantic Records angeboten, den sie annahmen. Zunächst wechselte die Band zu EMI, schließlich zu Interscope Records.
Die Band nahm die Single Shockwave auf, die unter anderem als Download für das Videospiel Rock Band zur Verfügung steht. Black Tide fingen nun an zu touren und konnten unter anderem auf der zweiten großen Bühne auf dem Ozzfest überzeugen, sie wurden jedoch später aus dem Programm genommen, da das Ozzfest von Jägermeister gesponsert wurde und alle Mitglieder noch nicht volljährig waren. Black Tide spielten nun als Vorband für Bands wie beispielsweise Lordi, Static-X, Lamb of God und Ozzy Osbourne.
Im Jahr 2007 ging die Band erneut ins Studio. Zusammen mit ihrem Produzenten nahmen sie zwölf Songs auf, darunter auch einen Metallica-Cover-Song; Hit the Lights, der als Original auf dem Album Kill ’Em All von 1983 zu finden ist. Schließlich wurde das Album unter dem Titel Light from Above am 18. März 2008 veröffentlicht. Ihr Debütalbum bekam viele gute Kritiken, unter anderem vom Revolver Magazine und Blabbermouth. Das Album konnte sich mit 11.400 verkauften Kopien in der ersten Woche in den amerikanischen Billboard 200 auf Platz 73 platzieren. Am 27. März nahm die Gruppe in der Nacht-Show Jimmy Kimmel ihre erste Singleveröffentlichung Shockwave auf, es wurde außerdem ein Video zum Song gedreht. Nach dem Download-Festival trennte sich der Gitarrist Alex Nuñez von Black Tide und wurde durch Austin Diaz ersetzt. Black Tide wird nachgesagt, das Megadeth-Riffage, die Metallica-Brutalität und die Guns-N’-Roses-Melodik zu haben.

## Diskografie
Alben und EPs
- 2008: Black Tide EP
- 2008: Light from Above
- 2011: Post Mortem
- 2011: Al Cielo [Digitale spanischen EP]
- 2012: Just Another Drug [Exkl. iTunes EP]
- 2013: Bite the Bullet EP
- 2015: Chasing Shadows

Singles
- 2008: Shockwave
- 2008: Warriors of Time
- 2008: Shout
- 2010: Bury Me
- 2010: Honest Eyes
- 2011: Walking Dead Man
- 2011: That Fire

## Sonstiges
- Im Jahre 2008 steuerte Black Tide den Titelsong Warriors of Time zu dem Videospiel NHL 09 bei.
- Der Song Shout ist auf dem Soundtrack des Spiels Colin McRae: DiRT 2 zu finden.
- Bei dem 2012 erschienenen Street Fighter X Tekken ist der Song Honest Eyes als Opening Theme verwendet worden.